# Steinberg am Rofan
Steinberg am Rofan es una localidad del distrito de Schwaz, en el estado de Tirol, Austria, con una población estimada a principio del año 2018 de 286 habitantes. 
Se encuentra ubicada en el centro-este del estado, al este de la ciudad de Innsbruck —la capital del estado— y cerca de la frontera con Alemania (estado de Baviera), al norte, e Italia, al sur.